# Bas de Bever
Bas de Bever (Vught, 16 april 1968) is een Nederlands voormalig mountainbiker en BMX-wielrenner. Hij was van 2003 tot eind 2018 bondscoach van het Nederlands BMX-team.
De Bever was actief tussen 1982 en 2004. In 1996 werd hij derde op het wereldkampioenschap mountainbike down hill.